# Touché '86
Touché '86 is een volleybalvereniging in Baarn in de provincie Utrecht. 
De vereniging werd opgericht in 1986. De naam komt uit het Frans en betekent 'aangeraakt'.
Er wordt gespeeld in sportcentrum De Trits.  Het eerste damesteam speelt vanaf seizoen 24/25 net als het eerste herenteam in de eerste klasse. 
Sinds 2019 wordt ook het Beachvolleybal beoefend. De vier velden liggen op het terrein van Bosbad De Vuursche. 
Bij Touché '86 wordt het hele jaar gevolleybald. In sep-okt-dec-jan-feb-mrt-apr in de zaal. In de zomer op de beachvelden.